# Danny Ervik
Danny Ervik (sinh ngày 24 tháng 2 năm 1989) là một cầu thủ bóng đá người Thụy Điển thi đấu cho Örgryte IS ở vị trí hậu vệ.